# Љубим
Љубим (рус. Люби́м) град је у Русији у Јарославској области. Основан је од 1546, а статус града добио је 1777. У њему се налазе железничка станица и дрвна индустрија. Према попису становништва из 2010. у граду је живело 5.555 становника.

## Становништво
Према прелиминарним подацима са пописа, у граду је 2010. живело 5.555 становника, 699 (12,58%) мање него 2002.
| 1939. | 1959. | 1970. | 1979. | 1989. | 2002. | 2010. |
| ----- | ----- | ----- | ----- | ----- | ----- | ----- |
| 7.100 | 7.619 | 7.722 | 7.374 | 7.074 | 6.254 | 5.555 |